# 833
833 (DCCCXXXIII) var ett normalår som började en onsdag i den julianska kalendern.

## Händelser

### Okänt datum
- Från och med detta år intensifierades vikingaflottornas överfall längs den frisiska kusten. Den viktiga handelsstaden Dorestad kom att anfallas flera gånger.

## Födda
- 28 december – Yizong av Tang, kinesisk kejsare.

## Avlidna
- 9 augusti – Al-Mamun, abbasidisk kalif.